# 恋に恋して (1938年の曲)
「恋に恋して」（こいにこいして）あるいは「フォーリング・イン・ラヴ・ウィズ・ラヴ」（“Falling in Love with Love”）は、ロレンツ・ハート作詞、リチャード・ロジャース作曲のミュージカル・ナンバー、ジャズ・スタンダード曲。1938年のミュージカル『シラキュースから来た男たち』のために書かれた。オリジナルは4分の3拍子であるが、ジャズにおいては4分の4拍子で歌唱・演奏されることが大半である。

## 劇中歌として
『シラキュースから来た男たち』において「恋に恋して」は、主人公の双子のうちひとりの妻であるアドリアナが、使用人たちとタペストリーを織る場面において歌われる。
ブロードウェイ・ミュージカル『シラキュースから来た男たち』の初演は1938年11月23日にアルヴィン劇場で行われた。アドリアナ役のミュリエル・アンゲルスによって歌われた本楽曲は、「ジス・キャント・ビー・ラヴ（This Can’t Be Love）」とともに人気を博し、ミュージカル自体も235公演を記録、その後21世紀初頭に至るまで繰り返しリバイバル公演されている。1940年の映画版にブロードウェイ版から流用された4曲のうち1曲にも本楽曲は含まれており、アラン・ジョーンズとローズマリー・レーンのデュエットで歌唱された。
1997年のテレビ映画『シンデレラ』においては、バーナデット・ピーターズ演じる継母により歌唱された。そのほか、1940年のロンドンにおけるレヴュー『アップ・アンド・ドゥーイング（Up and Doing）』においてはビニー・ヘイルが本楽曲を歌唱している。

## 評価
Mast (1991)は本楽曲についてアメリカ人によってこれまでに書かれたワルツのうち、もっとも叙情的なもののひとつであると評する。また繰り返される旋律のパターンについて、Wilder (1990)は織物に関連する歌詞との結びつきを指摘し、Hischak (1995)は仕事（toiling）の単調さを示唆していると述べる。

## スタンダード曲として
1939年にはフランセス・ラングフォードとハリー・ソスニク&ヒズ・オーケストラによる録音がチャートの18位にランクインしている。
ジャズとしての演奏は、まず1954年に録音されたヘレン・メリルによる歌唱が挙げられる。ジャズにおいて殆どの場合4分の4拍子で演奏されるのは、この録音におけるクインシー・ジョーンズの編曲とクリフォード・ブラウンの演奏、メリルの歌唱のコンビネーションが素晴らしかったためであろうと池上 (2019) は述べる。一方作曲者のロジャースはこの曲は本来のワルツとして歌われるべきであると考えており、たとえばローズマリー・クルーニーによる歌唱について厳しい反応を示したと伝えられている。1944年のフランク・シナトラによる録音は4分の3拍子であるが、ジャズにおいて同様の例は少ない。

### 主な録音
| リーダー／ヴォーカル                                | 収録アルバム                                   | 録音年 | 推薦者                                       |
| --------------------------------------------------- | ---------------------------------------------- | ------ | -------------------------------------------- |
| フランク・シナトラ                                  |                                                | 1944   | Gioia (2021)                                 |
| クリフォード・ブラウン（Tp.）                       | クリフォード・ブラウン・メモリアル             | 1953   | Tyle (n.d.)                                  |
| ヘレン・メリル（Vo.）                               | ヘレン・メリル・ウィズ・クリフォード・ブラウン | 1954   | CDジャーナル (2004) 池上 (2019) Gioia (2021) |
| キャノンボール・アダレイ（A.Sax）                   | キャノンボール・アダレイ・ウィズ・ストリングス | 1955   | 池上 (2019) Tyle (n.d.)                      |
| ジミー・スミス（Org.）                              | ア・デイト・ウィズ・ジミー・スミス Vol.1       | 1957   | CDジャーナル (2004) 池上 (2019) Gioia (2021) |
| マル・ウォルドロン（Pf.）                           | ザ・ディーラーズ                               | 1957   | Gioia (2021)                                 |
| ケニー・ドーハム（Tp.）                             | ジャズ・コントラスツ                           | 1957   | Tyle (n.d.)                                  |
| ハンク・モブレー（T.Sax）                           | ハンク・モブレー                               | 1957   | Gioia (2021)                                 |
| ウェス・モンゴメリー（Gt.）                         | モンゴメリーランド                             | 1959   | Gioia (2021)                                 |
| ジーン・アモンズ（T.Sax）&ドド・マーマローサ（Pf.） | Jug & Dodo                                     | 1962   | Gioia (2021)                                 |
| シーラ・ジョーダン（Vo.）                           | ポートレイト・オブ・シーラ                     | 1962   | Gioia (2021)                                 |
| ジョー・パス（Gt.）                                 | キャッチ・ミー                                 | 1963   | CDジャーナル (2004)                          |
| キース・ジャレット（Pf.）                           | 星影のステラ（Standards Live）                 | 1963   | CDジャーナル (2004) 池上 (2019)              |
| アート・ブレイキー（Dr.）                           | ストレート・アヘッド                           | 1981   | Gioia (2021)                                 |
| ソニー・ロリンズ（T.Sax）                           | JAZZに恋して                                   | 1989   | 池上 (2019) Gioia (2021)                     |
| ヘンドリク・モーケンス（Hmc.）                      | Harmonicus Rex                                 | 2010   | Gioia (2021)                                 |

そのほか主な録音としては、以下の音楽家によるものが挙げられる。
- カーメン・マクレエ[6]
- メイベル・マーサー（英語版）[6]
- アンドレア・マルコヴィッチ（英語版）[6]
- ポーティア・ネルソン（英語版）[6]
- エレン・ハンリー（英語版）[6]
- メアリー・クリーア・ハラン（英語版）[6]
- レベッカ・ルーカー（英語版）[6]
- ケリー・ジョンソン[注 5]（Vo.）[4]
- アンディ・ウィリアムス[6]
- ヴィック・ダモーン[6]
- ルビー・ニューマンズ・オーケストラ（Ruby Newman’s Orchestra）[6]
- ドン・ブレイデン（英語版）（Sax）[4]
- ハンク・クロフォード（英語版）（Sax）[4]
- マーク・エルフ（ドイツ語版）（Gt.）[4]
- ヴィック・ジュリス（英語版）（Gt.）[4]
- ロン・マクルーア（Ba.）[4]
- ジョーイ・デフランセスコ（英語版）（Org.）[4]
- アーマッド・ジャマル（Pf.）[4]
- エディ・ヒギンズ（英語版）（Pf.）[4]
- オリヴァー・ジョーンズ（英語版）（Pf.）[4]